# سلبورن
سلبورن، بلدة تقع في هامبشاير الشرقية في مقاطعة هامبشاير، في إنجلترا. تبعد حوالي 3.9 كم جنوب ألتون. تقع ضمن الحدود الشمالية لمتنزه ساوث داونز الوطني الذي افتتح في الأول من أبريل 2011.. تستقبل البلدة الزوار يومياً تقريباً بسبب صلتها المعروفة بغيلبرت وايت عالم التاريخ الطبيعي الذي كان أحد رواد مراقبة الطيور.

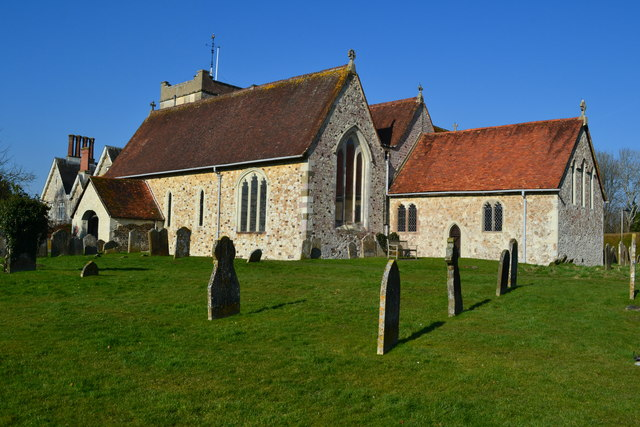
كنيسة القديسة ماري

تم نشر تاريخ سلبورن الكامل، من العصور الجيولوجية وحتى إنشائها كمستوطنة في العصور المظلمة حتى يومنا هذا، بما في ذلك دراسة الهندسة المعمارية المحلية، في مارس 2009 ضمن كتب بعنوان «الفرسان والكهنة والفلاحون» ألفه الدكتور إدوارد ييتس، وهو متقاعد أكاديمي مقيم في القرية منذ فترة طويلة. تتضمن صفحاته البالغ عددها 400 صفحة تاريخًا شفهيًا من مطلع القرن التاسع عشر / العشرين.

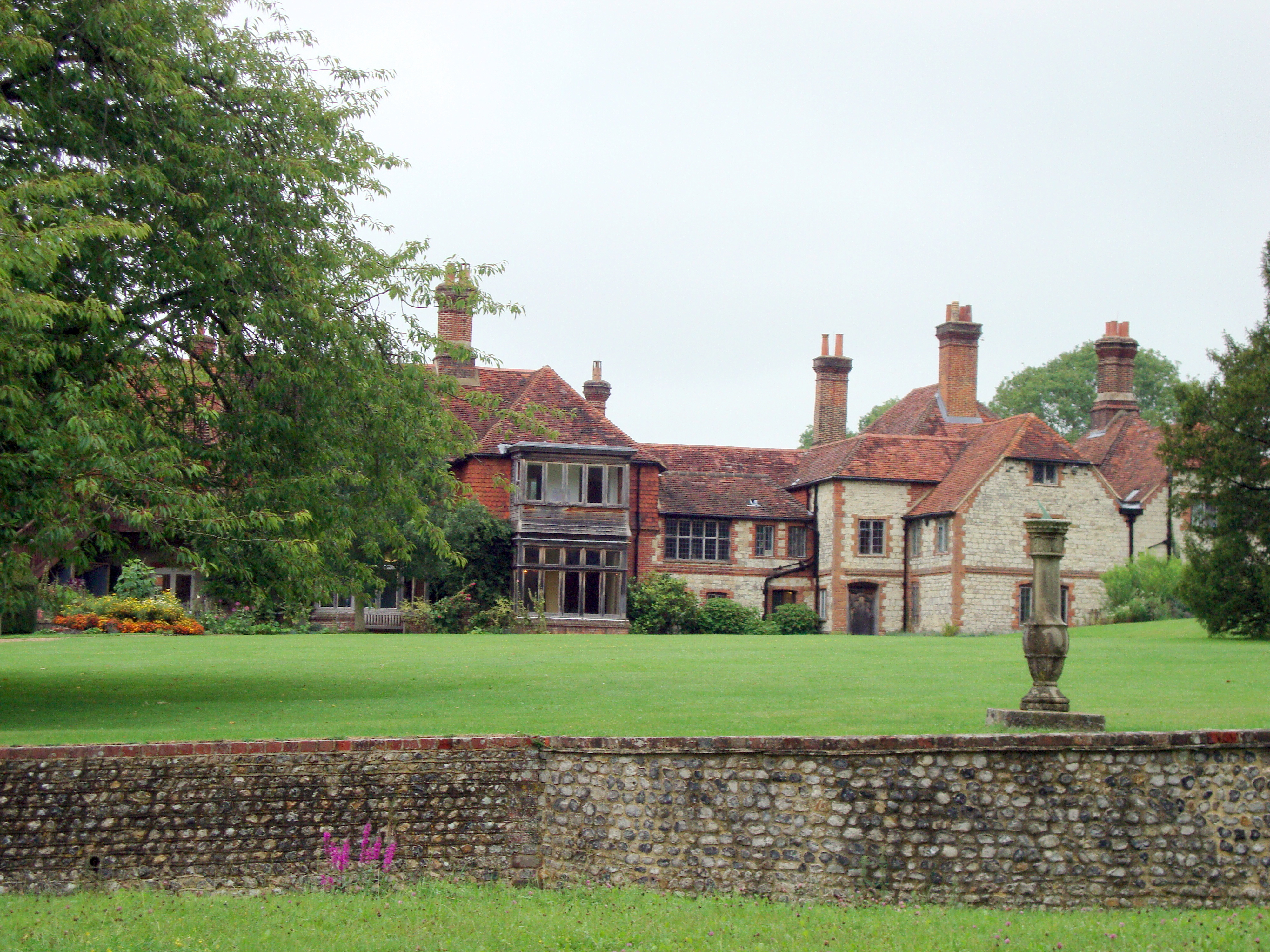
منزل غيلبرت وايت، وهو الآن متحف، عام 2010

## أعلام
- توماس بيل
- غيلبرت وايت

## وصلات خارجية
- Gilbert White’s House and the Oates Museum
- Selborne Parish Council
- Selborne Village Hall
- Selborne & Headley workhouse riots of 1830
- St Mary,s Church, Selborne, Hampshire
- مؤلفات Gilbert White في مشروع غوتنبرغ